# Loda
Loda és una població dels Estats Units a l'estat d'Illinois. Segons el cens del 2000, tenia 419 habitants.

## Demografia
Segons el cens del 2000, Loda tenia 419 habitants, 166 habitatges, i 111 famílies. La densitat de població era de 111,6 habitants/km².
Dels 166 habitatges en un 30,7% vivien nens de menys de 18 anys, en un 54,2% vivien parelles casades, en un 9,6% dones solteres, i en un 33,1% no eren unitats familiars. En el 30,1% dels habitatges vivien persones soles el 16,3% de les quals corresponia a persones de 65 anys o més que vivien soles. El nombre mitjà de persones que vivien en cada habitatge era de 2,52 i el nombre mitjà de persones que vivien en cada família era de 3,2.
Per edats la població es repartia de la següent manera: un 26,5% tenia menys de 18 anys, un 9,1% entre 18 i 24, un 24,6% entre 25 i 44, un 24,1% de 45 a 60 i un 15,8% 65 anys o més.
L'edat mediana era de 40 anys. Per cada 100 dones de 18 o més anys hi havia 102,6 homes.
La renda mediana per habitatge era de 36.625 $ i la renda mediana per família, de 42.708 $. Els homes tenien una renda mediana de 32.750 $ mentre que les dones, de 19.250 $. La renda per capita de la població era de 18.877 $. Aproximadament el 8,5% de les famílies i el 16% de la població estaven per davall del llindar de pobresa.

## Poblacions més properes
El següent diagrama mostra les poblacions més properes.